# Henry Kistemaeckers père
Pour les articles homonymes, voir Henry Kistemaeckers.
Henry Jean Hubert Kistemaeckers, né le 30 mars 1851 à Anvers et mort le 9 décembre 1934 à Paris, est un éditeur belge. Il est le père du romancier et auteur dramatique Henry Kistemaeckers. Il fut l'éditeur des proscrits de la Commune et l'un des premiers éditeurs des écrivains naturalistes. Harcelé par la justice belge, il dut s'enfuir en France en 1903 pour éviter la prison.

## Biographie

### Jeunesse
Après avoir fait ses études à l'Institut supérieur du commerce d'Anvers, il entra à 18 ans comme employé dans la marine en tant que commissaire-comptable à la Compagnie générale de navigation de Londres. Il se mêla de bonne heure aux agitations démocratiques et collabora à plusieurs journaux d'opinion de gauche dans sa ville natale.

### Éditeur des proscrits de la Commune
Lassé de la carrière d'employé, il vint établir à Bruxelles une modeste librairie, qui se transforma bientôt en une maison d'éditions dont le renom devint universel. Il se fit, en effet, tout d'abord éditeur de brochures et de livres sur la Commune de 1871, écrits par des communards proscrits rencontrés à Anvers et à Londres. Tous ceux qui n'avaient pu trouver d'éditeur en France, ou même en Belgique, lui apportaient leurs manuscrits. Après l'amnistie, il lança une « petite bibliothèque socialiste » à un franc le volume, où il publia des livres de discussion religieuse, politique, historique et sociologique, signés de Benoît Malon, fondateur de la Revue socialiste, de François Jourde, d'Arthur Arnould, de Prosper-Olivier Lissagaray, d'Arthur Ranc, de Paul Strauss, de Charles Beslay, de Jules Guesde (Essai de catéchisme socialiste). Pour les ouvrages destinés au public français, il fallait user de subterfuges pour les faire franchir la frontière, ce qui lui valut des rancunes tenaces de la part du pouvoir en place.

### Éditeur des naturalistes
Kistemaeckers se lança dans l'édition des œuvres des jeunes disciples de Zola, comme Guy de Maupassant, Léon Hennique, Lucien Descaves. La plupart des auteurs naturalistes, comme Lemonnier et Huysmans, qui a dit de lui : « Il n'y a que Kist qui sache faire la couverture d'un livre ; il n'y a que lui qui ait eu l'audace typographique de mettre des bas de casse sur un titre ! », eurent leurs premiers livres, ou leurs livres les plus audacieux, imprimés par lui.
Kistemaeckers publia également d'anciens textes érotiques, comme Les Contes ou les Trois Cents leçons de Lampsaque, textes non signés de Jean-Baptiste Rousseau, de Grécourt, de Ferrand et de Piron. Toutefois, le caractère de ces productions n'a pas été sans lui causer de nombreux désagréments : il fut mêlé à de nombreux procès, dont il se tira à son honneur jusqu'en 1902. Par exemple en décembre 1884, il fut condamné en première instance à 2 000 francs d'amende et à un mois de prison pour outrage aux bonnes mœurs, pour avoir édité le roman Autour d'un clocher : mœurs rurales, chronique carnavalesque et parfois paillarde des mœurs villageoises, écrit par Louis Desprez et Henry Fèvre. Les livres saisis furent détruits. En appel, Kistemaeckers ne fut plus condamné qu'à l'amende, qui fut finalement remise gracieusement quelques jours plus tard.

### Acharnement judiciaire et exil
Dans ses Souvenirs, Henry Kistemaeckers mentionne que, de 1880 à 1902, il subit dix-huit procès, qui se conclurent par dix-huit acquittements. Il explique cet acharnement juridique infécond contre lui par des rancunes politiques, des représailles contre l'éditeur des proscrits de la Commune, et contre le défenseur des idées républicaines d'avant-garde. Jean d'Ardenne le qualifia amicalement de récidiviste de l'acquittement. Le grand quotidien La Meuse s'indigna : « L'on semble s'acharner à vouloir la ruine d'un homme […] et les libertés dont nous sommes censés jouir sont terriblement écornées. Où s'arrêtera-t-on dans cette voie néfaste ? ». Kistemaeckers avoue dans ses Souvenirs que ces procès continuels, même gagnés, causaient des dommages au bon renom de sa maison et à sa santé financière : « Acquitté tout le temps, je perdais toutefois une partie de mes plumes après chaque procès dont je sortais vainqueur, et aussi bon nombre de mes correspondants et de mes clients, qui ne se souciaient pas d'être inquiétés ou interrogés à cause de leurs achats chez moi. »
Jusque-là, les délits de presse étaient traités par les cours d'assises, et Kistemaeckers devait ses acquittements aux jurys populaires composant ces juridictions. En 1902, il fut décidé que les délits de presse seraient jugés dorénavant par un tribunal correctionnel, et Kistemaeckers fut de nouveau inquiété. Après un débat de juristes, un premier non-lieu, un appel du ministère public, et enfin un pourvoi en cassation, Kistemaeckers fut finalement condamné à un an de prison et à plusieurs milliers de francs d'amende. Pour échapper à la prison, il s'exila en France en 1903 : « je vins demander à la France une hospitalité que jadis j'avais accordée moi-même à ses proscrits de la plume et de l'idée... ». Le Parquet de Bruxelles demanda son extradition, mais, soutenu par Henry de Jouvenel, Anatole de Monzie et le Garde des Sceaux français de l'époque, Ernest Vallé, cette extradition fut refusée le 2 juin 1905.

### Retour au pays

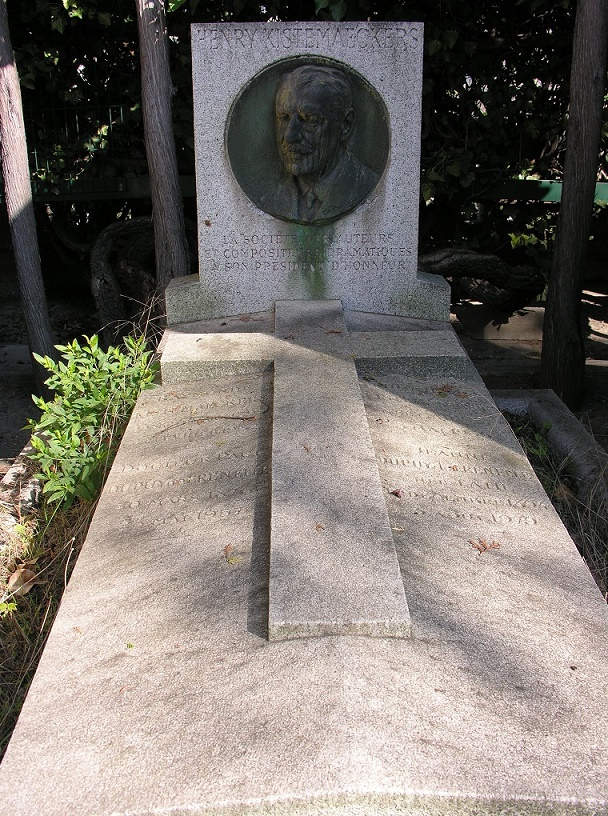
Tombe des Henry Kistemaeckers au cimetière de Passy (division 7).

Il ne rentra en Belgique que huit ans plus tard, la prescription lui étant acquise. Le chroniqueur judiciaire du journal L'Indépendance belge écrivit le 10 novembre 1911, à l'occasion de son retour au pays : « on se rappela que cet éditeur fut condamné, inconstitutionnellement de l'avis de beaucoup, pour délit de presse par les juges correctionnels : comme le jury l'avait toujours acquitté, on l'avait soumis au régime du tribunal correctionnel. » Camille Gutt conclut dans la Chronique du 7 novembre 1911 : « le brave Kist, [...] semblait heureux, oui, tout heureux de se retrouver dans cette ville où il fut l'Art au temps où l'Art avait à soutenir d'autres luttes qu'aujourd'hui, et moins lucratives ; où il fut plus : l'accueil cordial aux artistes, — et où il ne reçut, en récompense de cet effort, de cette beauté, qu'avanies et ingratitude. ».
Mort en 1934, il est inhumé au cimetière de Passy (7e division).

### Éditeur
Il fut le premier éditeur de Camille Lemonnier, de Georges Eekhoud, de Théodore Hannon, de Ray Nyst et de Jean d'Ardenne.
Quelques-uns des auteurs qu'il édita :
- Adolphe Tabarant,  Virus d'Amour (1886)
- Paul Alexis, Le Collage (1883)
- Harry Alis, pseudonyme de Jules-Hippolyte Percher[7], Les Pas de chance (1883)
- Jean d'Ardenne, pseudonyme de Léon Dommartin, Notes d'un vagabond (1887)
- Arthur Arnould, Histoire populaire et parlementaire de la Commune de Paris (1878)
- Charles Beslay
- Maurice Boniface
- Paul Bonnetain, Charlot s'amuse (1883), poursuivi devant la cour d'assises le 27/12/1884, acquittement[8]
- Robert Caze
- Henri Céard
- Léon Cladel, Petits cahiers (1883)
- Lucien Descaves, Une vieille rate (1883)
- Georges Eekhoud, Kermesses (1884), La Nouvelle Carthage (1888)
- Pierre Elzéar, pseudonyme de Elzéar Bonnier-Ortolan[9], La Femme de Roland (1882)
- Francis Enne, D'Après nature (1879)
- Henry Fouquier
- Jean Gascogne, Discrétion (1884)
- Georges Godde, Le Scrupule du père Durieu (1883)
- Jules et Edmond de Goncourt, Un premier livre. En 18.. (1884)
- Jules Guesde, Essai de catéchisme socialiste
- Théodore Hannon : Rimes de joie (1881), Au pays du Manneken-Pis (1883)
- Léon Hennique, Deux Nouvelles : Les Funérailles de Francine Cloarec, Benjamin Rozes, (1881)
- Ernest d'Hervilly, La Vénus d'Anatole (1883)
- Joris-Karl Huysmans, À vau-l'eau (1882)
- François Jourde, Souvenirs d'un membre de la Commune (1877)[10]
- Camille Lemonnier, Un Mâle (1881), Le Mort (1882)
- Prosper-Olivier Lissagaray, Histoire de la Commune de 1871 (1876)
- René Maizeroy, pseudonyme du baron René-Jean Toussaint[11], L'Amour qui saigne (1882)
- Benoît Malon
- Guy de Maupassant, Mademoiselle Fifi (1882)
- Ernest Mareau
- Catulle Mendès, Le Crime du vieux Blas (1882)
- Oscar Méténier, La Chair (1885), Les voyous au théâtre (1891)
- Ray Nyst, L’Histoire Bohémienne (1889), La Création du Diable (1891)[12]
- Charles Flor O'Squarr
- Edme Paz
- Francis Poictevin
- Arthur Ranc
- Jean Richepin, La chanson des gueux, pièces supprimées (1881)
- Édouard Rod, La Chute de Miss Topsy (1882)[13]
- Georges Rodenbach, L'Hiver mondain, poésies (1884)
- Lucien Solvay
- Paul Strauss, petite bibliothèque socialiste à 1 franc, Le Suffrage universel (1878)
- Paul Verlaine, Femmes (1890)

## Sources
- Angelo De Gubernatis, Dictionnaire international des écrivains du jour, Florence, Louis Niccolai, 1891, 2088 p., p. 1274
- Pierre Larousse, Grand dictionnaire universel du XIXe siècle, t. 15, Paris, 1863 — 1890, Deuxième supplément page 1480
- Georges Vicaire, Manuel de l'amateur de livres du XIXe siècle (1801-1893), t. 8, Paris, Librairie A. Rouquette, 1904, 4744 p.